# 刁子都
刁子都（？—26年），东海郡人，新朝末年民变领袖，又称刀子都、力子都。
天凤五年（18年），刁子都起兵，在徐州、兖州一带抢劫掠夺。次年，因为函谷关以东连年饥馑、大旱，刁子都等部众多达六七万人。更始二年（24年），刘秀失利时，曾经想投奔城头子路和刁子都，被任光劝阻。在刘秀攻打巨鹿郡的时候，任光编写檄文：“大司马刘公将城头子路、刁子都兵百万众从东方来，击诸反虏！”攻下了王郎占据的堂阳县、贳县。建武二年（26年），刁子都被他的部曲杀害，余党和其他变民在檀乡汇集，被称做檀乡贼。攻掠魏郡、清河郡。

## 资料来源
- 《资治通鉴》汉纪
- 《後漢書·任光傳》